# Careless People
《无心之人：一个关于权力、贪婪和失去理想主义的警世故事》（英語：Careless People: A Cautionary Tale of Power, Greed, and Lost Idealism）为莎拉·温恩-威廉姆斯（英語：Sarah Wynn-Williams）于2025年3月11日出版的回忆录。此书详细描述了温恩-威廉姆斯在Facebook（后Meta）的工作经历，并探讨了Facebook的内部文化、决策过程以及在罗兴亚种族灭绝等其他全球社会政治事件中的作用。《Careless People》在2025年3月下旬登上了《纽约时报》畅销书榜榜首。

## 背景
莎拉·温恩-威廉姆斯是Facebook的前高管，曾任职于全球政策和政府关系部门。她在《Careless People》中讲述了自己在公司的经历，讨论了该公司有关企业伦理、公共政策和商业战略方面的路径。
报导指出《Careless People》名称取自小说《了不起的盖茨比》：“汤姆和黛西，他们是粗心大意的人（Careless People）——他们砸碎了东西，毁灭了人，然后就退缩到自己的金钱或者麻木不仁或者不管什么使他们留在一起的东西之中”。温恩-威廉姆斯称扎克伯格所讲的“快速破局”（英語：move fast and break things，有译作“横冲直撞”）则是这样一种无所谓。在她的描述中，Facebook的运营不完全是无所谓的，还有部分人是明知故犯地利用人性的弱点获利。

## 报导
这本书（以及美国证券交易委员会（SEC）的备案文件，见下文）记录了马克·扎克伯格试图在中国互联网领域取得主导地位的努力。虽然Facebook开发了这些技术，但最终决定不实施。 学术界人士约翰·诺顿写道，这些努力包括：
在2015年为中国开发了一套审查系统，能让所谓“主编”决定删除哪些内容，并能够在“社会动荡”期间关闭整个网站；2014年还组建了一个“中国团队”（英語："China team"），负责开发符合中国要求的Meta服务版本；考虑削弱香港用户的隐私保护；为中国建立一个专门的审查系统，自动检测受限词汇；还限制了中国政府批评人士郭文贵的账户，中国互联网监管机构此前建议这样做可以改善合作。

温恩-威廉姆斯指责扎克伯格在美国国会就Facebook为争取中国政府所做的努力程度问题上撒谎。 温恩-威廉姆斯暗示，Facebook正在开发技术和工具，允许中国政府审查用户并获取他们的数据。
缅甸军政府在Facebook的帮助下发布仇恨言论，煽动性暴力并助长对罗兴亚人的种族灭绝。“如果没有Facebook，缅甸会变得更好”，温恩-威廉姆斯写道。
温恩-威廉姆斯声称，Meta会识别出在Facebook、Instagram和WhatsApp上删除了自拍的少女，还将她们的数据转手到一些公司，这些公司利用这些数据向这些女孩推销减肥及美容产品。
这本书详细描述了关于Meta高级主管（包括雪莉·桑德伯格与乔尔·卡普兰）尚未处理的职场性骚扰指控，据报导，桑德伯格有次在飞机上对温恩-威廉姆斯说道：“你真该到床上去的”。

## 反响
在出版之前，温恩-威廉姆斯向美国证券交易委员会（SEC）提交了一份78页的投诉。温恩-威廉姆斯还向《华盛顿邮报》进行了简报，录制了与记者艾米丽·麦特利斯的采访，并在史蒂夫·班农的播客节目中露面。
《Careless People》受到了《纽约时报》、《金融时报》和《卫报》的报导。一些评论将这本书描述为对大型科技公司影响力的详细内幕描述，而另一些评论则表示，这本书没有包含什么新信息。Meta将这本书描述为“对公司过时且先前报导过的主张以及关于‘其’高管的虚假指控的混合”。以下是《纽约时报》的一些引述：

“暗藏幽默，真切得令人震惊：它为世界上最强大的公司之一描绘了一幅丑陋、细致的画像。”——《纽约时报》

以及《商业内幕》：

“这本书中最具破坏性的时刻已经在新闻中报导过了。”——《商业内幕》

马克·扎克伯格通过私人仲裁做出法律回应。美国仲裁协会的紧急仲裁员尼古拉斯·高文，要求温-威廉姆斯不得“以口头、书面或其他方式对任何人或实体做出关于Meta、其官员、董事或雇员的任何贬损、批评或其他有害的评论”。英国出版商麦克米伦后来发表声明，表示将无视该裁决。高文表示，如果没有紧急救济，Meta将遭受“立即且不可弥补的损失”。尼古拉斯·高文没有命令出版商采取任何行动。在仲裁员禁止温-威廉姆斯宣传她的书的几个小时前，她接受了《商业内幕》的采访。
在2025年3月下旬，《Careless People》登上了《纽约时报》畅销书榜榜首，并在英国热销，尽管Meta试图通过法律手段阻止其发行。2025年4月，美国参议院国土安全和政府事务委员会下属的常设调查小组委员会在一项关于Meta Platforms在2014年试图进入中华人民共和国市场的调查中引用了这本书，该项目在内部被称为“奥尔德林计划”。
Meta孟加拉国前公共政策主管Sabhanaz Rashid Diya，描述这本书为“一项勇敢的壮举，但它掩盖了温恩-威廉姆斯本人对来自政策制定者、民间团体和位于美国境外的内部团队关于Facebook对社区造成严重伤害的警告的漠视。”

## 注解
1. ↑  本书由美国出版社Flatiron Books出版，但麦克米伦是责任实体。
2. ↑  此书暂无中文译本。英文原名“Careless People”中“Careless”有“粗心”、“漫不经心”、“肆意”、“无心”、“淡漠”之意。报导指原书名取自《了不起的盖茨比》[1]，详见下文。